# ساكايدي (كاغاوا)
مدينة ساكايدي (بالإنجليزية: Sakaide)‏ هي أحد المدن التابعة لمحافظة كاغاوا. تأسست رسميًا في 01/07/1942. ويقدر عدد سكانها بـ 56501 نسمة حسب تقدير مكتب الإحصاء الياباني لعام 2012. تبلغ مساحة ساكايدي 92.46 كم2. بكثافة سكانية تبلغ 611 نسمة/كم2.

## توأمة
لساكايدي (كاغاوا) اتفاقيات توأمة مع كل من:
- لانسنغ
- ساوساليتو

## أعلام
- يوكي فوك
- نوريو سوزوكي